# Pseudelaphe
Pseudelaphe är ett släkte av ormar i familjen snokar.
Arterna är med en längd av cirka 1,5 meter medelstora ormar. De förekommer i Centralamerika, inklusive Mexiko. Habitatet utgörs av skogar och torra buskskogar. Dessa ormar jagar små ödlor och däggdjur. Honor lägger ägg.
Arter enligt The Reptile Database:
- Pseudelaphe flavirufa
- Pseudelaphe phaescens